# Cheridene Green
Cheridene Anne-Marie Green (ur. 19 września 1995 w Londynie) – brytyjska koszykarka występująca na pozycjach silnej skrzydłowej lub środkowej, reprezentantka kraju.
Przez dwa sezony była zawodniczką AZS AJP Gorzów Wielkopolski.

## Osiągnięcia
Stan na 19 marca 2020, na podstawie, o ile nie zaznaczono inaczej..

### NJCAA
- Zaliczona do:
  - I składu NJCAA Amm-America (2016)
  - II składu NJCAA Amm-America (2015)
- Liderka NJCAA w zbiórkach (2016)

### NCAA
- Uczestniczka rozgrywek:
  - II rundy turnieju NCAA (2018)
  - turnieju NCAA (2018, 2019)

### Drużynowe
- Brąz mistrzostw Polski (2020)

### Indywidualne
- Liderka EBLK w skuteczności rzutów z gry (2020)

### Reprezentacja
- Wicemistrzyni Europy dywizji B:
  - U–16 (2011)
  - U–18 (2012)
- Uczestniczka mistrzostw Europy:
  - U–20 (2012 – 16. miejsce)
  - dywizji B:
    - U–20 (2014)
    - U–16 (2009 – 12. miejsce, 2010 – 4. miejsce, 2011)